# Aleurotithius mexicanus
Aleurotithius mexicanus là một loài côn trùng cánh nửa trong họ Aleyrodidae, phân họ Aleyrodinae.
Aleurotithius mexicanus được Russell miêu tả khoa học đầu tiên năm 1947.